# Subularia
- Commons
- Wikispecies

Subularia L. é um género botânico pertencente à família Brassicaceae.

## Espécies
- Subularia alpina
- Subularia aquatica
- Subularia monticola
- Subularia purpurea
- Subularia repens
- Lista completa

## Classificação do gênero
| Sistema | Classificação                         | Referência               |
| ------- | ------------------------------------- | ------------------------ |
| Linné   | Classe Tetradynamia, ordem Siliculosa | Species plantarum (1753) |